# Альфонсо Португал
Альфонсо Португал Діас (ісп. Alfonso Portugal Díaz; 21 січня 1934, Мехіко — 12 червня 2016, Атліско) — мексиканський футболіст, що грав на позиції півзахисника, зокрема, за клуби «Некакса», «Америка» та «УНАМ Пумас», а також національну збірну Мексики. По завершенні ігрової кар'єри — тренер.
Чемпіон Мексики. Володар кубка Мексики.

## Клубна кар'єра
У футболі дебютував 1955 року виступами за команду «Некакса», в якій провів три сезони. 
Протягом 1958—1959 років захищав кольори клубу «Поса Рика».
Своєю грою за останню команду привернув увагу представників тренерського штабу клубу «Америка», до складу якого приєднався 1959 року. Відіграв за команду з Мехіко наступні сім сезонів своєї ігрової кар'єри, ставши за цей час чемпіоном та володарем кубка Мексики.
1966 року уклав контракт з клубом «УНАМ Пумас», у складі якого провів наступний рік своєї кар'єри гравця. 
Завершив ігрову кар'єру у команді «Чикаго Сперс», за яку виступав протягом 1967 року.

## Виступи за збірну
8 березня 1954 року дебютував в офіційних матчах у складі національної збірної Мексики. Протягом кар'єри у національній команді провів у її формі 19 матчів.
У складі збірної був учасником чемпіонату світу 1958 року у Швеції, де зіграв з господарями (0-3).

## Кар'єра тренера
Розпочав тренерську кар'єру невдовзі по завершенні кар'єри гравця, 1970 року, очоливши тренерський штаб клубу «УНАМ Пумас».
1976 року став головним тренером команди «Крус Асуль», тренував команду з Мехіко один рік.
Згодом протягом 1977–1977 років очолював тренерський штаб збірної Мексики U-20.
1981 року знов прийняв пропозицію попрацювати у збірній Мексики U-20. Залишив молодіжну збірну Мексики того ж року.
Протягом одного року, починаючи з 1982, був головним тренером команди «УАНЛ Тигрес».
Протягом тренерської кар'єри також очолював команди «Атлетіко Еспаньол», «Атлас» та «Анхелес Пуебла».
Останнім місцем тренерської роботи була збірна Мексики U-20, головним тренером команди якої Альфонсо Португал був протягом 1991 року. Загалом очолював мексиканську молодіжну збірну команду на трьох чемпіонатах світу — 1977 року в Тунісі, 1981 року в Австралії і 1991 року в Португалії.
Помер 12 червня 2016 року на 83-му році життя у місті Атліско.

## Титули і досягнення
- Срібний призер Ігор Центральної Америки та Карибського басейну: 1954
- Чемпіон Мексики (1):

«Америка»: 1966
- Володар кубка Мексики (1):

«Америка»: 1964